# 蜂猴亞科
蜂猴亞科（學名：Lorinae）為靈長目原猴亞目懶猴科下的一個亞科，有時學名也拼作「Lorisinae」，底下包含了兩個屬：蜂猴屬及懶猴屬。

## 描述
蜂猴亞科的物種均為樹棲性的夜行性動物，主要分布於熱帶地區的印度、斯里蘭卡及部分東南亞地區林地森林。以緩慢而謹慎的四足步行的形式行走於枝幹上。部分蜂猴亞科屬完全以昆蟲為食，其他物種的食性則包括水果、天然膠、葉及蛞蝓。
雌性在外覓食時會將幼猴留於巢穴內，這時雌性個體會透過舔拭手肘內側的腺體來使牠們的唾液中充斥著毒素，並在牠們身上沾滿能引起過敏的唾液，保護牠們不受到大多掠食者的傷害，不過即使如此，有時候紅毛猩猩仍然會捕捉蜂猴來進食。

## 分類學
懶猴科屬於狐猴型下目懶猴總科，屬於同一總科的也有嬰猴科。懶猴亞科目前包含有2屬10種（及數個亞種）：
- 懶猴科 Lorisidae
  - 樹熊猴亞科（英语：Perodicticinae） Perodicticinae
  - 蜂猴亞科 Lorinae
    - 蜂猴属 Loris
      - 灰蜂猴（英语：Gray slender loris） Loris lydekkerianus
        - 高地蜂猴 L. lydekkerianus grandis
        - 邁索爾蜂猴 L. lydekkerianus lydekkerianus
        - 馬拉巴蜂猴 L. lydekkerianus malabaricus
        - 北斯里蘭卡蜂猴 L. lydekkerianus nordicus

      - 蜂猴 Loris tardigradus
        - 乾燥帶蜂猴 L. tardigradus tardigradus
        - 霍頓平原蜂猴 L. tardigradus nyctoceboides

    - 懒猴属 Nycticebus
      - 邦加懶猴（英语：Bangka slow loris） Nycticebus bancanus
      - 孟加拉懶猴（英语：Bengal slow loris） Nycticebus bengalensis
      - 婆羅洲懶猴（英语：Bornean slow loris） Nycticebus borneanus
      - 懶猴 Nycticebus coucang
      - 爪哇懶猴（英语：Javan slow loris） Nycticebus javanicus
      - 加央河懶猴（英语：Kayan River slow loris） Nycticebus kayan
      - 菲律賓懶猴（英语：Philippine slow loris） Nycticebus menagensis
      - †Nycticebus linglom（化石，發現於中新世）
      - 小懶猴 Nycticebus pygmaeus